# Sân bay Phúc Thành Bắc Hải
Sân bay Bắc Hải là một sân bay dân sự tại thành phố Bắc Hải, tỉnh Quảng Tây, Cộng hòa Nhân dân Trung Hoa. Sân bay này được đưa vào sử dụng năm 1987. Sân bay Bắc Hải có một đường băng dài 3200 m. Mã số sân bay là (IATA: BHY, ICAO: ZGBH).

## Các hãng hàng không và các tuyến điểm
| Hãng hàng không         | Các điểm đến          |
| ----------------------- | --------------------- |
| Air China               | Bắc Kinh - Thủ Đô     |
| China Southern Airlines | Trường Sa, Quảng Châu |
| Juneyao Airlines        | Shanghai-Pudong       |
| Shenzhen Airlines       | Hoa Liên, Thâm Quyến  |
| United Eagle Airlines   | Thành Đô              |